# Bloch MB.162
Die Bloch MB.162 war der Prototyp eines französischen viermotorigen Bombers aus dem Jahre 1940.

## Geschichte
Bis in die späten 1930er-Jahre wurde in Europa die Entwicklung von strategischen Bombern stark vernachlässigt, so auch in Frankreich. Als im Zuge der Machtübernahme Adolf Hitlers die militärische Bedrohung durch das Deutsche Reich offenbar wurde, erkannte man auch in Frankreich den Bedarf an Bombern mit hoher Reichweite, die eine hohe Bombenlast tragen konnten. Dazu wurde das Programm A20 auf den Weg gebracht, das unter anderem vorsah, existente Post- und Passagierflugzeugmuster an die militärischen Anforderungen anzupassen.
Die Société des Avions Marcel Bloch, die ab 1936 Teil der SNCASO geworden war, hatte bereits großen Erfolg mit dem schnellen viermotorigen Passagierflugzeug Bloch MB.160 und der davon abgeleiteten Bloch MB.161 mit einer Reichweite von 7000 Kilometern. Schon früh machten sich die Ingenieure bei Bloch Gedanken darüber, den Typ zu einem Langstreckenbomber umzufunktionieren. Dazu wurde vor allem der Bug der MB.161 überarbeitet. Bald wurde dabei klar, dass das fertige Muster das Potential hatte, alle bisherigen Konstruktionen dieser Klasse in den Schatten zu stellen.
Ein Mock-up des MB.162 genannten neuen Typs wurde der Öffentlichkeit bereits beim Salon de l’Aéronautique in Paris im Jahre 1938 vorgestellt. Damals war es geplant, das Flugzeug mit vier Sternmotoren Hispano-Suiza 14Aa12/13 auszurüsten. Da allerdings der Produktion der MB.161 Vorrang eingeräumt wurde, begann der Bau eines flugtauglichen Prototyps MB.162.01 bei SNCASO in Courbevoie erst 1939. Im Gegensatz zur ursprünglichen Planung wurde er von vier Sternmotoren Gnôme-Rhône 14N/28 angetrieben. Das Flugzeug wurde erst im Frühjahr 1940 in Villacoublay für den Erstflug zusammengebaut. Dieser erfolgte am 1. Juni 1940, als die Wehrmacht bereits auf dem Vormarsch war. Die MB.162.01 konnte noch nach Bordeaux geflogen werden, wo sie später in feindliche Hände fiel. Unter der Aufsicht der deutschen Firma Focke-Wulf fanden 1942 Tests mit dem Flugzeug statt.
Im Jahr 1943 wurde der Prototyp in das Reichsgebiet geflogen und an die Spezialeinheit I./KG 200 überstellt, die mit verschiedenen Flugzeugtypen hoher Reichweite ausgestattet war. Das Flugzeug wurde Teil der 1. Staffel in Finow. Sein weiteres Schicksal ist unbekannt.
Wäre die Bloch MB.162 wie geplant 1941 in den Dienst der Armée de l’air gestellt worden, hätte Frankreich über einen mit der britischen Avro Lancaster vergleichbaren schweren Bomber verfügt.

## Konstruktion
Die Bloch MB.162 war ein Tiefdecker in Ganzmetallkonstruktion mit Doppelseitenleitwerk, der von vier Sternmotoren des Typs Gnome-Rhône 14N/28 mit je 1100 PS Leistung angetrieben wurde. In acht Tragflächentanks konnten bis zu 6500 Liter Flugbenzin mitgeführt werden. Der Rumpfbug war verglast. Das Fahrwerk konnte hydraulisch in die beiden inneren Motorgondeln eingezogen und teilverdeckt werden.
Die Abwehrbewaffnung bestand aus zwei 7,5-mm-MGs vom Typ MAC 1934 (eines im verglasten Bug und eines unter dem Rumpf) sowie aus zwei 20-mm-Maschinenkanonen vom Typ Hispano-Suiza HS-404 (eine unter dem Rumpf, eine nach hinten schießend angeordnet).
In Schächten konnten bis zu 3600 Kilogramm Bombenlast mitgeführt werden.

## Technische Daten

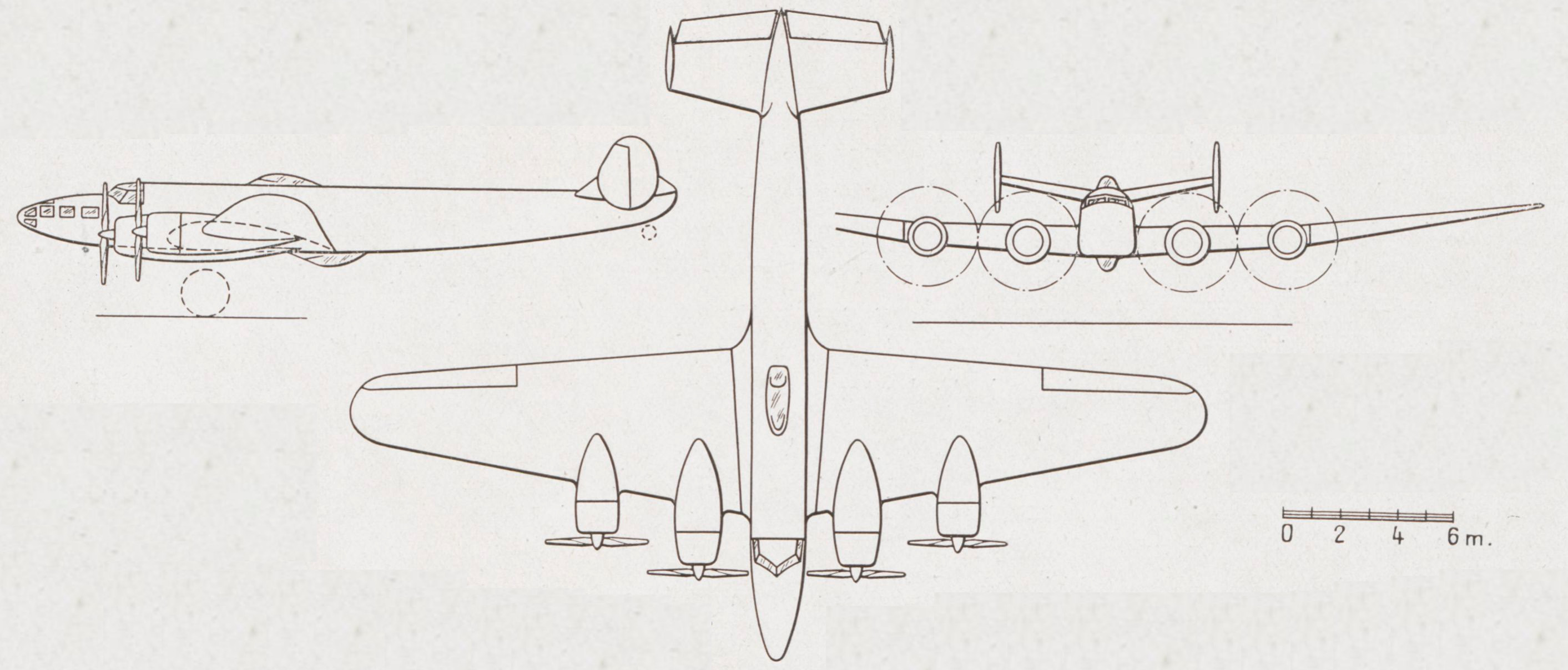
Dreiseitenriss der Bloch MB.162B5

| Kenngröße             | Daten                                                                                    |
| --------------------- | ---------------------------------------------------------------------------------------- |
| Besatzung             | 5                                                                                        |
| Länge                 | 22,16 m                                                                                  |
| Spannweite            | 28,40 m                                                                                  |
| Höhe                  | 3,75 m                                                                                   |
| Flügelfläche          | 107 m²                                                                                   |
| Flügelstreckung       | 7,5                                                                                      |
| Leermasse             | 11.050 kg                                                                                |
| Startmasse            | 18.779 kg                                                                                |
| Höchstgeschwindigkeit | 485 km/h                                                                                 |
| Dienstgipfelhöhe      | 9000 m                                                                                   |
| Reichweite            | 2400 km                                                                                  |
| Triebwerke            | 4 luftgekühlte Sternmotoren Gnome-Rhône 14N/48 mit je 1.100 PS (ca. 810 kW) Leistung     |
| Bewaffnung            | 2 MG Kaliber 7,5 mm MAC 1934 2 Kanonen Kaliber 20 mm Hispano-Suiza HS-404 3600 kg Bomben |

## Einsatzländer
- Frankreich
- Deutsches Reich